# Мар'янівка (Мар'янівська сільська громада)
Мар'я́нівка — село в Україні, у Мар'янівській сільській громаді Новоукраїнського району Кіровоградської області. Населення становить 1155 осіб.

## Місцева рада
26241, Кіровоградська обл., Новоукраїнський р-н, с. Велика Виска, вул. Центральна, 59

## Освіта
Мар'янівська школа І-ІІІ ступенів (заснована 1907).

## Населення
Згідно з переписом УРСР 1989 року чисельність наявного населення села становила 1842 особи, з яких 853 чоловіки та 989 жінок.
За переписом населення України 2001 року в селі мешкало 1149 осіб.

### Мова
Розподіл населення за рідною мовою за даними перепису 2001 року:
| Мова       | Відсоток |
| ---------- | -------- |
| українська | 96,28 %  |
| російська  | 2,77 %   |
| вірменська | 0,43 %   |
| білоруська | 0,35 %   |
| молдовська | 0,17 %   |